# 江藤慎一
江藤慎一（Etou Shinichi, 1937年10月6日—2008年2月28日）為日本的棒球選手，總教練，出生於熊本縣山鹿市。他曾效力於日本職棒中日龍等隊伍，於1976年退休，生涯通算367支全壘打。